# Egypt (comté de Leon, Texas)
Pour les articles homonymes, voir Egypt.
Egypt est une ville fantôme située dans le comté de Leon, au Texas, aux États-Unis,.